# Suella Braverman
Sue-Ellen Cassiana Braverman, nascuda Sue-Ellen Cassiana Fernandes, més coneguda com a Suella Braverman (Harrow, Londres, 3 d'abril de 1980) és una política i advocada britànica. Membre del Parlament pel districte de Fareham d'ençà del 2015 amb el Partit Conservador, i ha estat ministra de l'Interior del Regne Unit.
Iniciament candidata a la successió de Boris Johnson al capdavant del Partit Conservador, va ser eliminada durant la segona volta de les votacions. Accedí al càrrec de ministra de l'Interior al setembre del 2022 arran del seu suport envers la candidatura de Liz Truss a la posició de Primera Ministra .

## Biografia
Suella Braverman nasqué a Harrow al si d'una famlia de classe mitjana el 3 d'abril de 1980 i es va criar a Wembley. És filla d'Uma (nascuda Mootien-Pillay) i Christie Fernandes, tots dos d'origen indi, que van emigrar al Regne Unit durant els anys seixanta des de Maurici i Kenya, respectivament. Deu el seu nom al personatge de Sue Ellen Ewing de la telenovel·la estatunidenca Dallas, molt popular en el moment del seu naixement. La seva mare Uma, d'origen hindú tàmil mauricià, era infermera i consellera a Brent, i va ser candidata conservadora a Tottenham a les eleccions generals de 2001 i després a les eleccions parcials de Brent East el 2003. El seu pare, d'ascendència cristiana de Goa, tot i que va viure molt de temps a Kenya, treballava per a una associació d'habitatges. És la neboda de Mahen Kundasamy, un antic alt comissionat de Maurici a Londres.
Braverman va estudiar a l'escola primària Uxendon Manor de Brent i a la Heathfield School, Pinner, gràcies a una beca parcial, després de la qual va fer dret al Queens' College de Cambridge. Durant els seus estudis de grau, va ser presidenta de l'Associació Conservadora de la Universitat de Cambridge
Visqué dos anys a França, com a estudiant del programa Erasmus i després com a becària de l'Entente Cordiale, i va fer un màster en dret europeu i francès a la Universitat Panthéon-Sorbonne.